# Міжнародне загальномедичне товариство психотерапії
Міжнародне загальномедичне товариство психотерапії було товариством, заснованим у 1926 році. Серед засновників організації були німецькі лікарі Густав Річард Гейєр і Карл Геберлін. Префікс міжнародний був доданий у 1934 році, після того як Карл Густав Юнг став президентом у 1933 році та видав серію ратифікаційних документів, щоб зробити організацію міжнародною та не дискримінувати членів за ознаками раси, релігії чи національності.